# Babybird
Babybird est un groupe de pop rock britannique. Formé en 1995, le groupe se sépare en 2013.

## Biographie
À l'origine du groupe se trouve Stephen Jones, un prolifique auteur-compositeur qui a enregistré environ 400 chansons par ses propres moyens et édité cinq albums de démos en 1995 et 1996. Remarqué et signé par le label discographique Chrysalis Records, Jones assemble des musiciens pour enregistrer un premier album studio et assurer sa promotion. Le groupe Babybird est ainsi constitué autour de Jones par Huw Chadbourn (claviers), Robert Gregory (batterie), John Pedder (basse) et Luke Scott (guitare). Leur premier single, Goodnight, apparait sous forme de démo dans Fatherhood, publié en juillet 1996, un succès mineur dans l'UK Singles Chart,.
L'album, intitulé Ugly Beautiful, est constitué de nouveaux enregistrements des démos favorites de Jones choisies par des fans. Sorti en octobre 1996, il accède à la 9e place du UK Albums Chart alors que le single You're Gorgeous grimpe jusqu'à la 3e place du UK Singles Chart. L'album et le single sont certifiés disque d'or au Royaume-Uni.
Le deuxième album du groupe, There's Something Going On, sort en juillet 1998 et se classe à la 28e place de l'UK Albums Chart. Bugged, le troisième opus de la formation, sort en juin 2000 mais est un échec commercial et le groupe, lâché par son label, se sépare peu après.
La formation se reconstitue en 2005 sous forme de trio avec Stephen Jones, Luke Scott et Robert Gregory. L'album Between My Ears There Is Nothing But Music sort l'année suivante mais échoue à intégrer les charts. En 2010, sort l'album Ex-Maniac. Johnny Depp, fan de longue date du groupe, joue de la guitare sur la chanson Unloveable et réalise son clip. Le groupe se sépare à nouveau en 2013.

## Discographie

### Albums studio
- 1995 : I Was Born a Man (sous le nom de Baby Bird)
- 1995 : Bad Shave (sous le nom de Baby Bird)
- 1995 : Fatherhood (sous le nom de Baby Bird)
- 1996 : The Happiest Man Alive (sous le nom de Baby Bird)
- 1996 : Dying Happy (sous le nom de Baby Bird)
- 1996 : Ugly Beautiful
- 1998 : There's Something Going On
- 2000 : Bugged
- 2006 : Between My Ears There Is Nothing But Music
- 2010 : Ex-Maniac
- 2011 : The Pleasures of Self Destruction
- 2015 : Back to the Womb
- 2015 : The Last Album

### Compilations
- 1997 : The Greatest Hits (sous le nom de Baby Bird)
- 2002 : The Original Lo-Fi (sous le nom de Baby Bird)
- 2004 : Best of Babybird